# Saligny-le-Vif
Saligny-le-Vif é uma comuna francesa na região administrativa do Centro, no departamento Cher. Estende-se por uma área de 15,89 km². Em 2010 a comuna tinha 171 habitantes (densidade: 10,8 hab./km²).